# クラビオーラ
クラビオーラ(Claviola)は、ドイツのホーナー社から発売されていた鍵盤笛の一種である。

## 概要

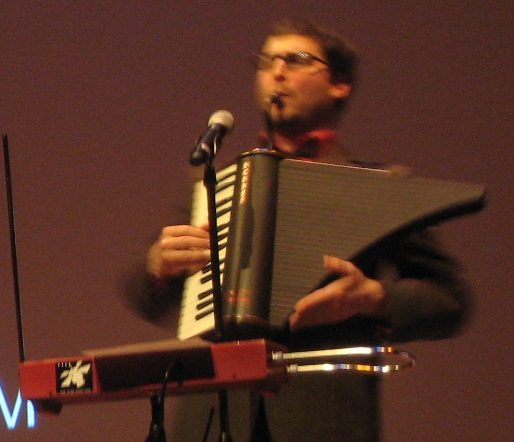
クラビオーラ(黒色型)の演奏

クラビオーラは、1960年代にドイツのホーナー社のアーンスト・ザハリアス(Ernst Zacharias　クラビネットやピアネットの開発者としても有名)がデザインした鍵盤笛である。製品化は遅く、1996年に発売されたが、売れ行きが振るわなかったため、わずか数か月間製造されただけで生産終了となった。
クラビオーラは、フリーリードを使っているので、広義では鍵盤ハーモニカに含まれる。ただし、そのリードは西洋の楽器では珍しい「開放式フリーリード」であり、発音原理も音色も鍵盤ハーモニカとは違う。
ハーモニカやアコーディオンなど西洋楽器のフリーリードは、おおむね「一方向式フリーリード」であり、一個一個のリードごとに音高が固定しており、また同一の音高ごとに「吹く」用と「吸う」用に別々のリードを用意しなければならない。これに対して、クラビオーラのフリーリードは、西洋の楽器としては珍しく、東洋系の楽器でよくみられる「開放式フリーリード」を採用している。その結果、クラビオーラの音色は、鍵盤ハーモニカやアコーディオンなどの金属的な音色とは異なり、東洋の「ひょうたん笛」とよく似た温かくてまろやかな有機的な音色である。
楽器の形状は鈴木楽器製作所のアンデス25と似ており、本体の右側はピアノ式鍵盤、左側は大型のパンフルートのように並んだ笛である。ただし、アンデス25より楽器のサイズはずっと大きく、そのぶん音域も低いうえ、アンデスとは発音原理も異なる(アンデスはフリーリード楽器ではない)。
また、楽器を運ぶときも笛列部分が天使の羽のように見え(クラビオーラには白色型もある)、かなり目立つ。。
演奏者は、アコーディオンのように鍵盤部を縦にして持ち、右手で鍵盤を操作してメロディや和音をかなで、左手は笛の先端の開口部にあててビブラートをかけたり音色をゆがませたりする。
市場での流通量が少ない希少楽器であるが、「ひょうたん笛」のような独特な癒し系の音色に魅せられた一部の音楽家やバンドは、今もこの楽器を愛用して曲作りにも生かしているため、流通量にくらべ露出度は比較的大きい。YouTubeなど動画投稿サイトでも、国内外の奏者による演奏動画を視聴することができる。日本に輸入されたクラビオーラはわずか50台で、そのうち現存するのはわずか数台とも言われる
なお、1904年から1930年ごろまで製造されていたドイツ製の自動演奏ピアノ「クラビオーラ」と同名だが、別の楽器である。